# 投訴

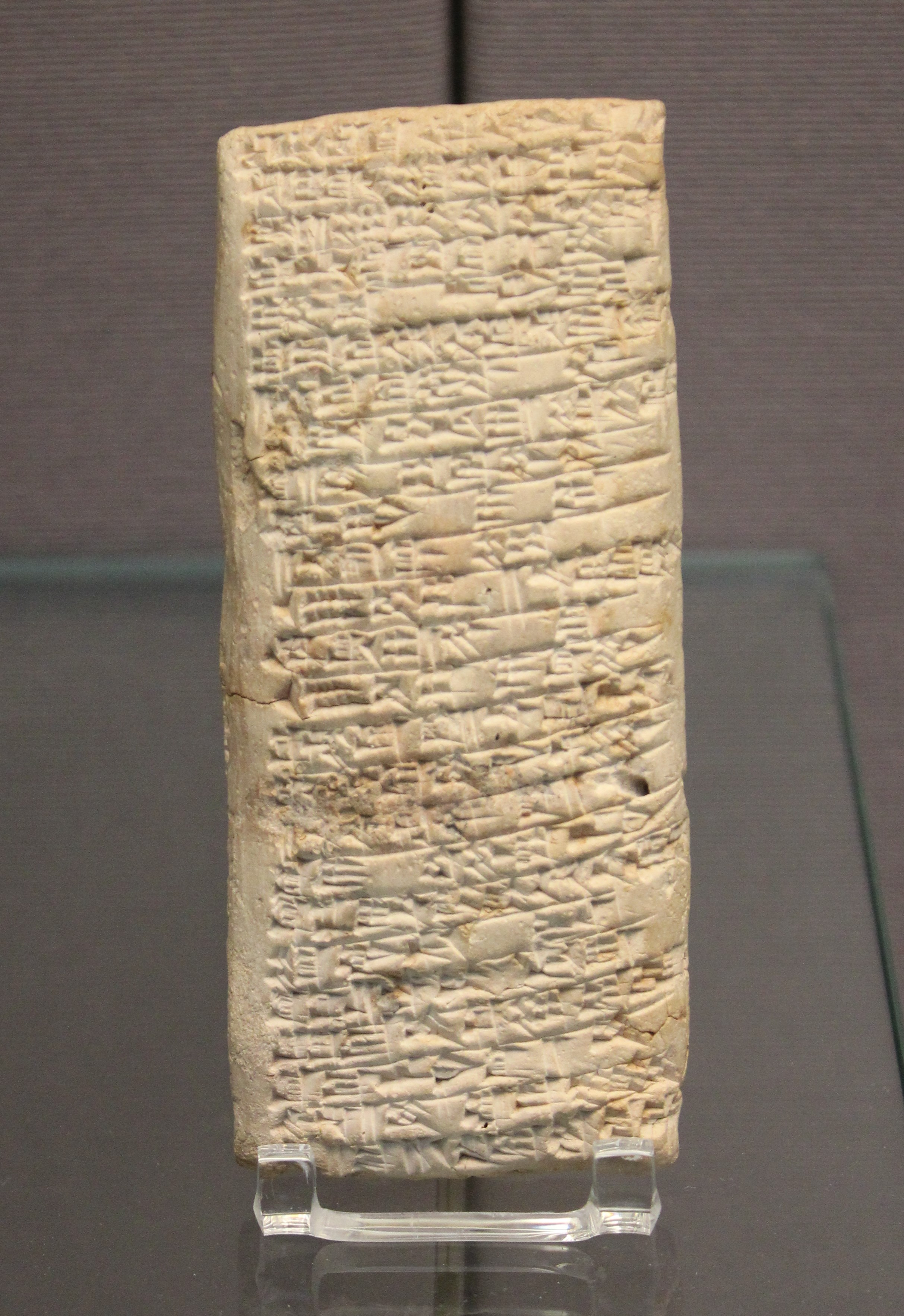
致埃阿納齊爾投訴泥板是已知最古老的書面投訴

投訴是一種信息溝通手段，如甲方不滿乙方提供的服務、產品或安排時，投訴就會發生。投訴主要目的是要求改善、補償。在某些地方，投訴者必須具體附上真實姓名、地址、電話，投訴對象人物、地點、時間、事件案發經過等，並且必須填寫指定表格，及在指定限期交付予當局某上級單位，否則不受理。